# Ha Jung-won
Ha Jung-won (ur. 20 kwietnia 1942) – północnokoreański piłkarz występujący na pozycji pomocnika. Uczestnik Mistrzostw Świata 1966.

## Kariera klubowa
Podczas angielskiego Mundialu Ha reprezentował barwy klubu Kwietna Pjongjang.

## Kariera reprezentacyjna
Ha Jung-won występował w reprezentacji Korei Północnej w latach sześćdziesiątych. W 1966 roku pojechał na Mistrzostwa Świata, na których wystąpił w dwóch spotkaniach z Włochami w grupie oraz z Portugalią w ćwierćfinale.